# جيوفاني أغستا
الكونت جيوفاني أغستا (بالإنجليزية: Giovanni Agusta)‏ (1879-1927) جاء من عائلة تنحدر من صقلية. اخترع مظلة كبح وأسس شركةأغستا في عام 1923 (الاسم الكامل Construzioni Aeronautiche أغستا سبا)  والتي أصبحت لاحقا جزءا من شركة أغستاوستلاند. توفي في عام 1927.